# Липовая Колода
Липовая Колода (бел. Лі́павая Кало́да) — деревня в Минском районе Минской области Беларуси. В составе Колодищанского сельсовета.

## География
Расположена в 22 км от Минска, в 11 км от аэропорта Минск-2.
Ближайшие населённые пункты Глебковичи, Волма, Старина, Дубровка и др.

### Гидрография
Река Глебковка.

## История
В 1909 году в Острошицко-Городецкой волости Минского уезда Минской губернии Российской империи, 1 двор, 10 жителей.

## Население

### Численность
- 2025 год — 216 жителей

### Динамика
- 1909 год — 1 двор, 10 жителей
- 1999 год — 32 человек (перепись населения)
- 2009 год — 26 человек (перепись населения)[2]
- 2014 год — 32 хозяйств, 55 человек[3]
- 2015 год — 44 хозяйств, 75 человек[4]
- 2016 год — 63 хозяйств, 101 человек[5]
- 2018 год — 79 хозяйств, 125 человек[6]
- 2019 год — 83 хозяйств, 131 человек (постоянно проживают)[7]; 128 человек (перепись населения)
- 2020 год — 89 хозяйств, 143 человек[8]
- 2021 год — 92 хозяйств, 142 человек[9]
- 2022 год — 104 хозяйств, 165 человек[10]
- 2023 год — 111 хозяйств, 188 человек[11]
- 2024 год — 118 хозяйств, 202 жителей[12]
- 2025 год — 123 хозяйств, 216 жителей[13]

## Улицы
- Берёзовая
- Заречная
- Кветковый переулок
- Липовая
- Тополиная
- Ясеневая
- Ясная Поляна и др.